# Терехов, Ярослав Юрьевич
Ярослав Юрьевич Терехов (укр. Ярослав Юрійович Терехов; род. 21 апреля 1999, Днепропетровск) — украинский футболист, защитник казахстанского клуба «Улытау».

## Карьера

### Молодёжная карьера
Футбольный путь начал в академии днепропетровского клуба «Юбилейный». В период с 2009 по 2010 года занимался в ДЮСШ города Царичанка. В 2011 году перешёл в структуру «Днепра», в котором пробыл вплоть до июля 2017 года. В июле 2017 года футболист перешёл в одесский «Черноморец», где отправился выступать в молодёжный состав клуба. 

### «ВПК-Агро»
В январе 2018 года футболист перешёл в клуб «ВПК-Агро». Выступал вместе с клубом в чемпионате Днепропетровской области, и затем и в любительском чемпионате Украины по футболу, в которых футболист вместе с клубом брал золотые медали. Летом 2019 года футболист вместе с клубом отправился выступать во Вторую лигу. Дебютировал за клуб на профессиональном уровне 27 июля 2019 года против клуба «Реал Фарма». По итогу сезона футболист стал победителем Второй лиги, заняв первое место в группе Б. Дебютный матч в Первой лиге сыграл 5 сентября 2020 года против клуба «Альянс». В марте 2021 года покинул клуб. 

### «Никополь»
В марте 2021 года футболист перешёл в «Никополь». Дебютировал за клуб 23 марта 2021 года в матче против клуба «Мариуполь». Закрепился в клубе, став одним из ключевых футболистов, все матчи сыграв в стартовом составе. Всего на протяжении сезона появился на поле в 12 матчах. В июле 2021 года покинул клуб. 

### «Энергия» Новая Каховка
В июле 2021 года футболист перешёл в клуб «Энергия» из Новой Каховки. Дебютировал за клуб 25 июля 2021 года в матче против клуба «Реал Фарма». Дебютный гол за клуб забил 30 июля 2021 года в матче против клуба «Таврия». Футболист закрепился в основной команде клуба, став одним из ключевых футболистов клуба. За сезон успел сыграть в 19 матчах во всех турнирах, отличившись забитым голом. Весной 2022 года футболист покинул клуб.

### «Спартак» Юрмала
В июне 2022 года футболист перешёл в юрмальский «Спартак» из латвийской Высшей лиги. Дебютировал за клуб 30 июня 2022 года в матче против клуба «Валмиера», где футболист отличился дебютной результативной передачей. Футболист сразу же закрепился в основной команде клуба. По итогу сезона вместе с клубом закончил чемпионат на 8 итоговом месте. Сам футболист провёл 19 матчей во всех турнирах, отличившись результативной передачей. 

### «Милсами»
В феврале 2023 года футболист перешёл в молдавский клуб «Милсами», с которым подписал контракт до конца 2024 года. Дебютировал за клуб 4 марта 2023 года в матче Кубка Молдовы против клуба «Петрокуб», выйдя на поле в стартовом составе. Дебютировал в молдавской Суперлиге 11 марта 2023 года в матче против клуба «Петрокуб». Первым результативным действием за клуб отличился 9 апреля 2023 года в матче против клуба «Бэлць», отдав голевую передачу. По итогу сезона закончил чемпионат на четвёртом итоговом месте, став в клубе одним из основных игроков, за который отличился своей единственной результативной передачей.
В июле 2023 года футболист вместе с клубом отправился на квалификационные матчи Лиги конференций УЕФА. Первый матч в рамках еврокубкового турнира сыграл 13 июля 2023 года против литовского клуба «Паневежис», выйдя на поле в стартовом составе. В ответной встрече 20 июля 2023 года литовский клуб «Паневежис» по сумме матчей оказался сильнее и прошёл в следующий квалификационный раунд. Первый матч в чемпионате сыграл 6 августа 2023 года против клуба «Зимбру», отличившись дебютным забитым голом.

## Достижения
«ВПК-Агро»
- Победитель Второй Лиги: 2019/20